# Kush Air
Kush Air ist eine südsudanesische Fluggesellschaft mit Sitz in Juba und Basis auf dem Flughafen Juba.

## Flugziele
Kush Air fliegt von Juba nationale Ziele an und bietet Passagier- und Frachtflüge an.

## Flotte
Im Oktober 2022 bestand die Flotte der Kush Air aus zwei Flugzeugen mit einem Durchschnittsalter von 29,3 Jahren.
| Flugzeugtyp       | Luftfahrzeugkennzeichen | Anmerkungen | Alter      |
| ----------------- | ----------------------- | ----------- | ---------- |
| Dornier Do-328JET | ST-KSH                  | inaktiv     | 23,9 Jahre |
| Fokker 50         | D6-MOH                  |             | 34,7 Jahre |

Die Webseite der Gesellschaft gibt Flugzeuge der Typen Fokker 50, Fokker 100 und Let L-410 an.